# Lars Fredrik Leijel
Lars Fredrik Leijel, född 20 oktober 1743, död 30 april 1808 i Uppsala, var en svensk militär och director musices.
Leijel utsågs 1790 till director musices vid Uppsala universitet, vilket han var till 1808. Han var huvudperson vid den omtalade musikprocessen i Uppsala år 1800. Processen handlade om att Leijel övertalats av Gustaf Abraham Silverstolpe att låta musikstycket Bataille de Fleurus av Franz Metzger, där Marseljäsen citeras, ingå i musikprogrammet vid Gustav IV Adolfs kröningsfest år 1800. Förslaget till musikprogram utmönstrades av universitetets rektor, som åtalade Silverstolpe och dennes kumpaner.
Lars Fredrik Leijel var son till Lars Leijel, vilken såsom yngre son till skillnad från större delen av sin släkt ej i första hand var verksam som brukspatron och bruksägare utan gjorde en militär karriär och så småningom blev major. Modern Margareta Wendelin kom från Falun och var dotter till en ofrälse handelman och brukspatron. Lars Fredrik var yngste son och inträdde som elvaårig på den militära banan. År 1760 var han furir vid Upplands regemente, där hans äldre bror redan verkade; fem år senare kallades han till kunglig livdrabant och 1760 blev han löjtnant i armén. Han fick sedan avsked och tog en helt annan väg i livet när han 1790 utsågs till director musices.
Leijel var gift med Helena Dorothea Bratt, som hade samma bakgrund som hans egen släkt. Hennes far var brukspatronen och assessorn Henric Jonsson Bratt och modern Lena Cajsa Chenon. De fick två döttrar som dog späda. Sonen Lars Henric Leijel blev, liksom fadern, militär.

### Uppslagsverk
- Anrep, Gabriel: Svenska adelns Ättar-taflor, volym 2, s. 620.
- Svenskt biografiskt lexikon, s. 450. Stockholm 1978.